# Thymus dolomiticus
Thymus dolomiticus (чебрець доломітний) — вид рослин родини глухокропивові (Lamiaceae), поширений на півдні Франції. Назва посилається на випадок зростання цього виду на кам'яному доломіті.

## Опис
Багаторічна рослина 5–15 см, білувато-волохата, дуже приємний бальзамічний запах, випускає довгі стебла, формуючи щільний килим. Листки збиті разом, малі (4–6 мм завдовжки), лінійно-довгасті, з довгими волосками на основі й на верхній поверхні, голі на верхівці й на нижній поверхні, жилки помітні. Суцвіття — малі сферичні голови. Чашечка щетиниста. 

## Поширення
Ендемік півдня Франції.